# 卡諾支柱足球會
卡諾支柱足球會（Kano Pillars Football Club） 是尼日利亚职业足球俱乐部，位于尼日利亚卡诺。球队现属于尼日利亚足球甲级联赛，球队的主场是Sani Abacha Stadium。

## 战绩
- 尼日利亚足协杯: 1次

1953年
1. ↑  http://nl.soccerway.com/venues/nigeria/sani-abacha-stadium/v2520/